# Meisenhanf
Meisenhanf ist ein Ortsteil der Stadt Hennef (Sieg) im Rhein-Sieg-Kreis in Nordrhein-Westfalen. 

## Lage
Der Weiler liegt auf den Hängen des Westerwaldes unmittelbar an der Grenze zu Königswinter. Nördlich liegt Hanf. Im Süden befindet sich der Basaltsteinbruch Eudenberg.

## Geschichte
1901 gab es in dem Weiler 19 Einwohner. Die Haushaltsvorstände waren Viktualienhändler Theodor Büllesfeld, Ackerer Wilhelm Fischer und Ackerer Anton Limbach.
Bis zum 1. August 1969 gehörte Meisenhanf zur Gemeinde Uckerath, im Rahmen der kommunalen Neugliederung des Raumes Bonn wurde Uckerath, damit auch der Ort Halmshanf, der damals neuen amtsfreien Gemeinde „Hennef (Sieg)“ zugeordnet.